# بین‌النهرین سفلی
بین‌النهرین سفلی منطقه ای تاریخی در بین‌النهرین است. در دشت آبرفتی عراق از رشته‌کوه حمرین تا شبه‌جزیره فاو در نزدیکی خلیج فارس واقع شده‌است.
در قرون وسطی به نام‌های سواد و جزیره سفلی نیز شناخته می‌شد که به‌طور دقیق فقط دشت آبرفتی جنوبی را مشخص می‌کرد؛ و همچنین به نام عراق عربی، در مقابل عراق عجم (جبال) نیز شناخته می‌شد. بین‌النهرین سفلی زادگاه سومر و بابل بود.